# Tù nhân lương tâm
Tù nhân lương tâm (tiếng Anh: prisoner of conscience) là một thuật ngữ được đặt ra bởi các nhóm đấu tranh cho nhân quyền thuộc Tổ chức Ân xá quốc tế trong đầu thập niên 1960. Thuật ngữ này có thể đề cập đến bất cứ ai bị bỏ tù vì lý do chủng tộc, chính trị, tôn giáo, màu da, ngôn ngữ, xu hướng tình dục, niềm tin hay lối sống của họ, miễn là họ đã không sử dụng hoặc ủng hộ bạo lực. Thuật ngữ này cũng chỉ những người đã bị cầm tù và/hoặc bị bách hại vì biểu lộ niềm tin theo lương tâm của họ cách không bạo động.

## Định nghĩa
Ngày 28 tháng 5 năm 1961, bài báo Các tù nhân bị bỏ quên đã khởi đầu chiến dịch Lời kêu gọi cho Tổ chức Ân xá Quốc tế năm 1961 và lần đầu thuật ngữ tù nhân lương tâm được định nghĩa:
 Bất kỳ người nào mà thân xác bị kiềm chế (do bị cầm tù hay cách khác) vì biểu lộ - dưới mọi hình thức của các từ ngữ hoặc ký hiệu - bất kỳ ý kiến mà họ quan niệm một cách trung thực và không ủng hộ hoặc chấp nhận việc bạo hành cá nhân. Chúng tôi cũng loại trừ những người đã âm mưu với một chính phủ nước ngoài để lật đổ chính phủ của chính họ.
Các mục tiêu chính cho chiến dịch kéo dài một năm này, được thành lập bởi luật sư người Anh Peter Benenson và một nhóm nhỏ các nhà văn, học giả, luật sư, đặc biệt là người thuộc giáo phái Quaker hoạt động cho hòa bình Eric Baker, là xác định từng cá nhân các "tù nhân lương tâm" trên toàn thế giới và sau đó đấu tranh có tổ chức cho việc phóng thích họ. Trong đầu năm 1962 chiến dịch đã nhận được hỗ trợ đủ của công chúng để trở thành một tổ chức thường trực và được đổi tên thành Tổ chức Ân xá Quốc tế.
Theo luật pháp nước Anh, Tổ chức Ân xá Quốc tế được xếp loại là một tổ chức chính trị và do đó bị loại trừ khỏi cương vị tổ chức từ thiện được miễn thuế. Để làm việc cho mục đích này, "Quỹ vì người bị bức hại" được thành lập vào năm 1962 để nhận của cải quyên tặng để hỗ trợ cho tù nhân và gia đình họ. Quỹ này sau đó được đổi tên thành "Quỹ chống án cho các tù nhân lương tâm" và ngày nay là một quỹ từ thiện riêng biệt và độc lập cung cấp cứu trợ và phục hồi chức năng cho các tù nhân lương tâm ở Anh và trên khắp thế giới. Từ khi thành lập, Tổ chức Ân xá quốc tế đã làm áp lực các chính phủ để giải phóng những người mà Tổ chức này coi là tù nhân lương tâm. Ngược lại, chính phủ các nước có xu hướng phủ nhận rằng các tù nhân đặc thù được Tổ chức Ân xá quốc tế xác định là tù nhân lương tâm, trên thực tế, thực sự là một mối đe dọa cho an ninh của đất nước. Cụm từ này hiện nay được sử dụng rộng rãi trong các cuộc thảo luận chính trị để mô tả một tù nhân chính trị, đã hoặc chưa được tổ chức Ân xá Quốc tế nhìn nhận, tuy cụm từ có một phạm vi và định nghĩa khác nhau hơn là tù nhân chính trị.
Qua thực tế sử dụng cái gọi “tù nhân lương tâm” nhằm vu cáo chính quyền tại một số quốc gia, Tổ chức Ân xá Quốc tế (Amnesty International - AI) tỏ rõ thái độ xem thường, bất chấp luật pháp, xâm phạm vào công việc nội bộ của một số quốc gia có chủ quyền. Và xem xét cách thức AI sử dụng khái niệm này thì phải khẳng định bản chất vấn đề là ở chỗ: AI cố tình sản xuất ra một khái niệm mập mờ để xóa nhòa ranh giới giữa người hoạt động nhân quyền đích thực với người chỉ nấp dưới chiêu bài nhân quyền để gây rối, chống đối và can thiệp vào công việc nội bộ của quốc gia sở tại.

## Vấn đề tù nhân lương tâm tại Việt Nam
Tổ chức Ân xá Quốc tế lên tiếng bảo vệ một số tù nhân tại Việt Nam được tổ chức này cho là tù nhân lương tâm như Cù Huy Hà Vũ; Lê Công Định; Nguyễn Đan Quế; Nguyễn Văn Hải; Nguyễn Văn Lý; Phan Thanh Hải; Tạ Phong Tần; Vi Đức Hồi, Hoàng Đức Bình, Trần Hoàng Phúc, Vũ Quang Thuận, Nguyễn Văn Điển, Nguyễn Ngọc Như Quỳnh, Nguyễn Hữu Vinh, Trần Thị Nga, Trần Huỳnh Duy Thức,...
Theo bản báo cáo năm 2018 của Tổ chức Ân xá Quốc tế, Việt Nam hiện đang có 97 tù nhân lương tâm. "Việt Nam là một trong những nhà tù tích cực nhất trong việc giam giữ các nhà hoạt động ôn hòa tại Đông Nam Á".
Theo quan điểm của Đảng Cộng sản Việt Nam và Nhà nước Cộng hòa xã hội chủ nghĩa Việt Nam thì tại Việt Nam không có tù nhân lương tâm. Bà Nguyễn Phương Nga phát ngôn Bộ Ngoại giao Việt Nam cho biết: "Chúng tôi bác bỏ những phát biểu can thiệp vào công việc nội bộ của Việt Nam. Nhà nước Việt Nam là một nhà nước pháp quyền. Cũng như ở mọi quốc gia khác, ở Việt Nam, mọi hành vi vi phạm pháp luật bị xử lý theo đúng các quy định của pháp luật Việt Nam và hoàn toàn phù hợp với các quy định của luật pháp quốc tế, trong đó có Công ước quốc tế về các quyền dân sự, chính trị. Không có cái gọi là 'tù nhân lương tâm' ở Việt Nam". Theo ông Cao Đức Thái, Viện trưởng Viện Quyền con người thuộc Học viện Chính trị Quốc gia thì khái niệm tù nhân lương tâm không tồn tại trong luật pháp của bất kỳ quốc gia nào.
Báo Công an Nhân dân tại Việt Nam cũng bày tỏ quan điểm chỉ trích đối với tổ chức Ân xá Quốc tế, cho rằng "nhiều năm qua trong các 'Bản phúc trình' và 'Báo cáo thường niên' do AI công bố đã xuyên tạc chính sách nhân đạo của Việt Nam và vu cáo 'Việt Nam đang giam giữ nhiều tù nhân chính trị, tù nhân tôn giáo và tù nhân lương tâm'. Ở Việt Nam không có ai là 'tù nhân chính trị', 'tù nhân tôn giáo' hay 'tù nhân lương tâm mà AI đã nêu, và hệ thống pháp luật hình sự Việt Nam không tồn tại các thuật ngữ nêu trên".

## Một số tù nhân lương tâm
- Tal Mallohi, một blogger 19 tuổi người Syria, bị chính phủ Syria cáo buộc tội làm gián điệp cho Hoa Kỳ.[25]
- Mohamed Nasheed, cựu tổng thống Maldives, cựu nghị sĩ và nhà báo, bị giam giữ không liên tục từ năm 1991-2006 ở Maldives.[26]
- Kareem Amer, bị giam giữ từ 2005 đến 2006 ở Ai Cập vì đăng các bài kêu gọi chống nhà cầm quyền trên mạng Internet và theo chủ nghĩa vô thần[27]
- Anwar Ibrahim, lãnh tụ phe đối lập, bị giam cầm từ 1998-2004, 2008 vì tội hối lộ và tội tình dục phi tự nhiên (sodomy) ở Malaysia, hiện bị cáo buộc tội tình dục phi tự nhiên[28]
- Travis Bishop, trung sĩ quân đội, bị giam từ 2009 - nay về tội bất tuân lệnh cấp trên tại Hoa Kỳ, sau khi từ chối tham gia hành quân ở Afghanistan[29]
- Chia Thye Poh, cựu nghị sĩ đối lập, bị giam từ 1966-1998 ở Singapore vị bị tình nghi có liên hệ với đảng Cộng sản Malaya[30]
- Valery Levaneuski – lãnh tụ phe đối lập, bị tù từ 2004-2006 ở Belarus về tội mạ lỵ tổng thống Belarus[31]
- Jacinta Francisco Marcial, bị giam từ 2006-2009 ở México về tội bắt cóc các nhân viên Cục điều tra Liên bang[32]
- Karpal Singh, luật sư và nghị sĩ đối lập, bị tù từ 1987-1989 về tội xúi giục nổi loạn ở Malaysia, hiện đang bị cáo buộc tội xúi giục nổi loạn[33]
- Aung San Suu Kyi, lãnh tụ phe đối lập, người đoạt giải Nobel Hòa bình, bị giam cầm từ 1989-1995, 2000-2002, 2003- ở Myanmar[34].(Không rõ bà Aung San Suu Kyi có chấp nhận bà là tù nhân lương tâm không, vì bà là chủ tịch của đảng National League for Democracy (NLD), một đảng chính trị).
- Ayşe Nur Zarakolu, thỉnh thoảng bị bắt giam từ 1982 cho tới khi bà qua đời năm 2002 ở Thổ Nhĩ Kỳ về tội vi phạm luật báo chí[35]
- Sergei Udaltsov (Nga)[36]